# Strijkkwartet nr. 8 (Dvořák)
Het Strijkkwartet nr. 8 in E groot, opus 80, is een compositie van de Tsjechische componist Antonin Dvořák. Hij schreef het werk in het begin van 1876.

## Ontstaan
Dit is het eerste van de zeven “grote” strijkkwartetten, het eerste in de echte Dvořák-kwartetstijl, een stijl waarin sprake is van een fijn weefsel van gelijkwaardige stemmen (die in dit geval vaak polyfoon opereren) en van een Slavische kleuring van de melodische ideeën. In het langzame deel treft men zelfs een dumka aan, zoals vaak bij de latere Dvořák.
Dit strijkkwartet heeft een verwarrend hoog opusnummer. Dvořák zelf gaf het in 1876 het opusnummer 27. Als opus 27 werd het vanaf 1876 genegeerd. Er was geen uitgever voor te vinden en het werd niet uitgevoerd. Jaren later was de componist een beroemdheid geworden en dacht hij er wel een uitgever voor te kunnen vinden. Die vond hij. Het kwartet werd in 1888 door Simrock gepubliceerd, en wel met opusnummer 80, dit om te suggereren dat het een recent werk betrof. Volgens sommigen was het nieuwe opusnummer een idee van Simrock en verzette Dvořák zich tegen de wijziging van het oorspronkelijke opusnummer. Volgens anderen – en dit is waarschijnlijker – werd het opusnummer op instigatie van Dvořák zelf gewijzigd. Sinds het oorspronkelijke opusnummer bekend is, associeert men de elegie in het langzame deel met de dood van Dvořáks dochter Josefa in 1875.

## Delen
- I Allegro: Zwaarmoedig lyrisch en gelaten.
- II Andante con moto: Klaagzang. Ritmisch ook een dumka-achtige passage.
- III Allegretto scherzando: Omfloerste wals met een heftig en duister trio in cis mineur
- IV Allegro con brio: Koen stuk met uitbarstingen van verdriet. Evenals het eerste deel knap van opbouw.

## Betekenis
Er is veel discussie geweest over de vraag welk kwartet nu de première heeft verzorgd, het Amerikaanse Kneiselkwartet of het Duitse Joachimkwartet. Het Kneiselkwartet zou het werk op 2 februari 1889 te Boston in het openbaar hebben uitgevoerd. Het Joachimkwartet heeft het met zekerheid op 29 december 1890 te Berlijn in het openbaar uitgevoerd.
nr. 1 A · nr. 2 B · nr. 3 D · nr. 4 e · nr. 5 f · nr. 6 a · nr. 7 a · nr. 8 E · nr. 9 d · nr. 10 Es · nr. 11 C · nr. 12 F (Amerikaans) · nr. 13 G · nr. 14 As · Cipressen